# Маршанка (Восточно-Казахстанская область)
Маршанка (каз. Маршанка) — упразднённое село в Жарминском районе Восточно-Казахстанской области Казахстана. Входило в состав Разинского (ныне Бирликского) сельского округа. Ликвидировано в 1988 году.